# Gabriela Gunčíková
Gabriela Gunčíková (Kroměříž, 27 de junho de 1993) é uma cantora tcheca. Participou do Eurovision 2016, terminando na 25ª posição da final, obtendo 41 pontos, mas fez história sendo a primeira vez que a República Tcheca foi para a final do concurso.

## Discografia

### Álbuns de estúdio

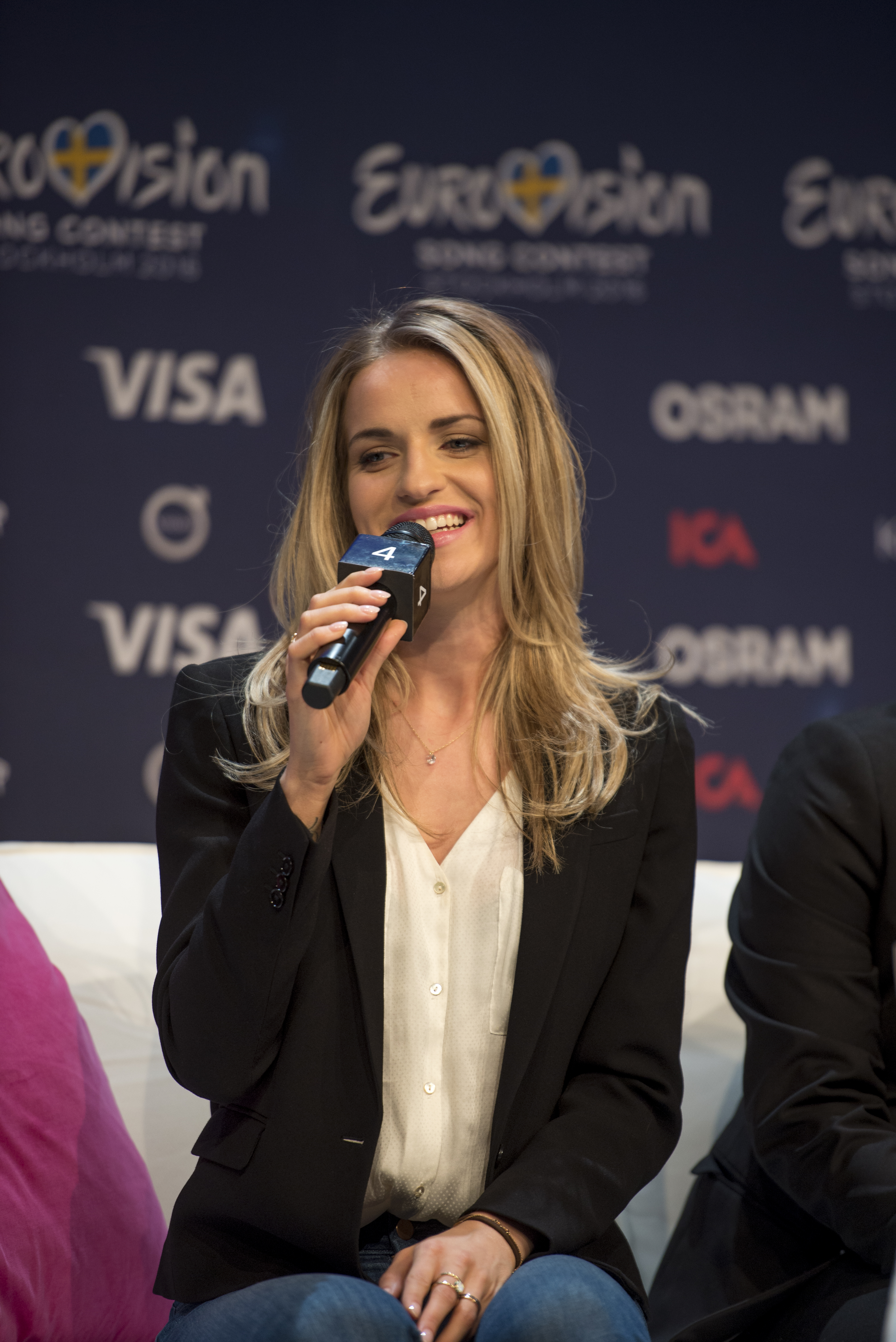
Gabriela Gunčíková no Festival Eurovisão 2016

- 2011: Dvojí tvář
- 2013: Celkem jiná

## Prêmios e nominações
| Ano  | Prêmio       | Categoria    | Resultado |
| ---- | ------------ | ------------ | --------- |
| 2011 | Český slavík | Novo Artista | Venceu    |